# Okręty podwodne projektu 940
Okręty podwodne projektu 940 – typ radzieckich okrętów podwodnych. W kryptonimie NATO znany pod nazwą India. Zbudowano dwa okręty tego typu. Jeden z nich znajdował się w służbie we Flocie Północnej, a drugi we Flocie Pacyfiku.
Okręt podwodny projektu 940 został zaprojektowany specjalnie do prowadzenia operacji ratowniczych. Jego kadłub został przystosowany do stosunkowo wysokich prędkości podwodnych, umożliwiając jednostce szybkie docieranie do miejsc zdarzeń. Na specjalnie obniżonym pokładzie rufowym może przewozić dwa pojazdy ratownicze, których załogi mogą zajmować miejsca podczas przebywania jednostki macierzystej w zanurzeniu. Okręt może działać pod pokrywą lodową. Jednostki projektu 940 są używane także do wspierania działań operacyjnych oddziałów rosyjskiego Specnazu. Na ich pokładach mogą być wtedy przenoszone po dwa desantowe pojazdy rozpoznawcze IRM, które mogą poruszać się zarówno po dnie, jak też po powierzchni morza. Jednostki te były wielokrotnie widziane podczas działań ratunkowych rosyjskich atomowych okrętów podwodnych, które uległy wypadkom.